# Ayres Natural Bridge

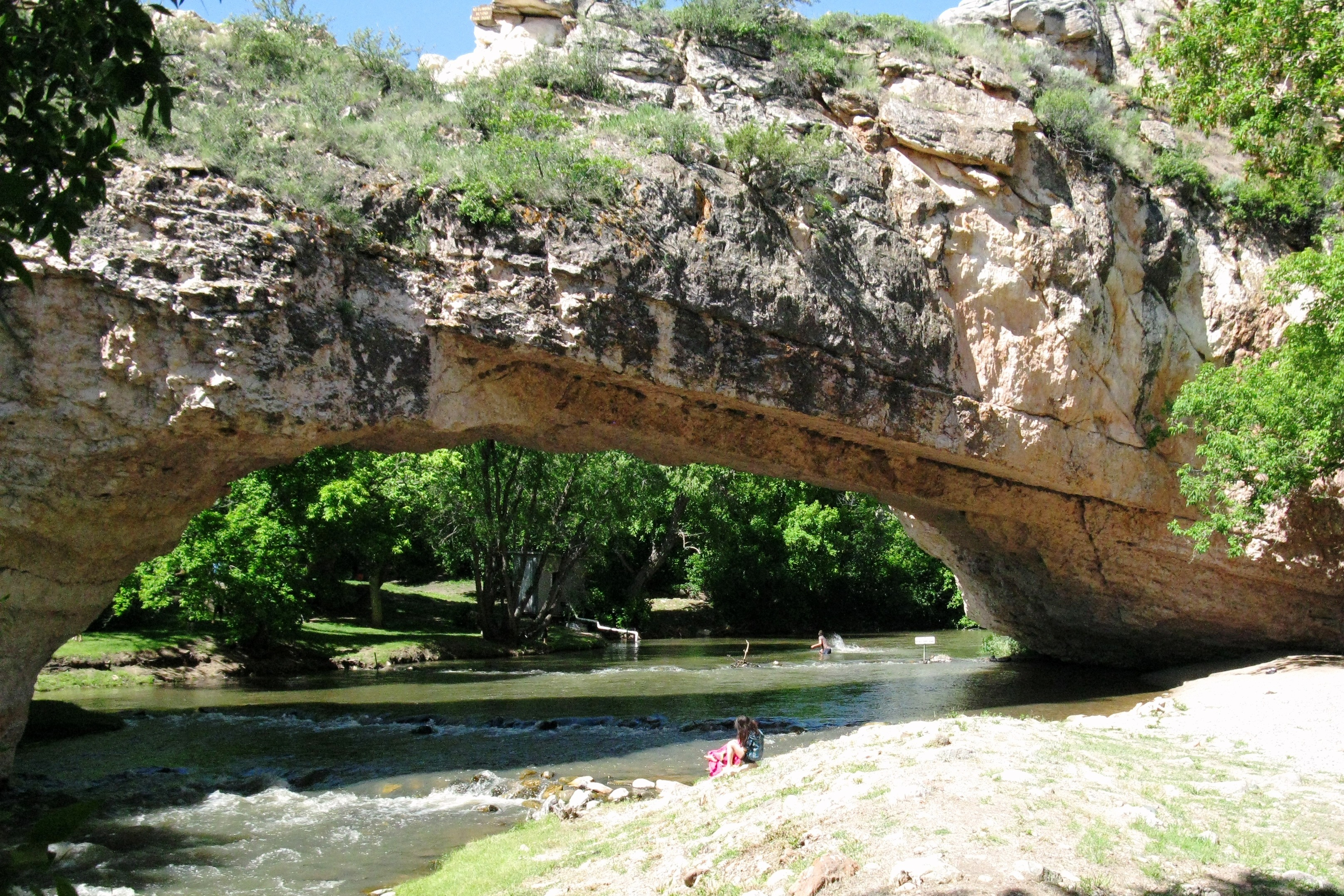
Ayres Natural Bridge

Ayres Natural Bridge är en naturlig klippformation i Converse County i Wyoming. 
Formationen bildar en bro över LaPrele Creek, med en omkring 10 meter hög och 15 meter bred båge, och har givit namn till det omgivande naturskyddsområdet Ayres Natural Bridge Park. Bron har uppstått genom att LaPrele Creek, som tidigare följt sandstensklippan, gradvis eroderat en öppning, så att vattendraget med tiden ändrade sitt lopp till att gå genom klippan.
Bron räknas som en av Wyomings äldsta turistattraktioner och besöktes under mitten av 1800-talet ofta av nybyggare på väg västerut på Oregon Trail, som gick några kilometer norrut. Namnet kommer från Alvah W. Ayres, som grundade den första ranchen i området 1882. Hans son donerade 1920 marken som parken grundades på till countyt.
Parken nås via en avfartsväg från Interstate 25 omkring sex kilometer norrut, mellan städerna Douglas och Glenrock.